# Albatross
Pour les articles homonymes, voir Albatross (homonymie).
Pour plus de détails, voir Fiche technique et Distribution.
Albatross est un drame britannique de Niall MacCormick (en), sorti le 14 octobre 2011.
L'intringue du film tourne autour d'une adolescente désirant devenir écrivain. Elle entre dans la vie d'une famille de la côte est de l'Angleterre, qui se déchire.
Le film a été entièrement tourné sur l'île de Man avec le soutien du gouvernement de l'île. Il s’agit du premier long métrage de Niall MacCormick, qui s'est déjà fait un nom à la télévision. La scénariste Tamzin Rafn en est également à ses débuts sur le grand écran ; elle a adapté le script sur sa propre expérience d'adolescente rebelle.
Le film a été projeté pour la première fois en juin 2011 au Festival international du film d'Édimbourg et a bénéficié des faveurs de la critique. Il est sorti au Royaume-Uni le 14 octobre 2011.

## Synopsis
Emelia (Jessica Brown Findlay), écrivain en herbe, est embauchée comme femme de ménage dans un hôtel au bord de mer appartenant à Johathan (Sebastian Koch). Sa femme, Joa (Julia Ormond), a abandonné sa carrière d'actrice pour diriger l'hôtel pendant que sa fille Beth (Felicity Jones) projette de faire des études de médecine à Oxford. Emelia se lie d'amitié avec Beth, et entretient également une relation avec son père, après s'être découvert une passion commune pour la littérature.

## Fiche technique
- Durée : 88 minutes

## Distribution
- Jessica Brown Findlay : Emelia
- Sebastian Koch : Jonathan Fischer
- Julia Ormond : Joa Fischer
- Felicity Jones : Beth Fischer
- Peter Vaughan : Grandpa
- Harry Treadaway : Jake
- Thomas Brodie-Sangster : Mark
- Marie-France Alvarez: Une cliente

## Production
Albatross est le premier long métrage nommé au BAFTA du réalisateur Niall MacCormick et le premier scénario écrit par Tamzin Rafn. Selon cette dernière, le scénario a été choisi par le producteur Marc Samuelson et CinemaNX environ trois semaines après que son agent l'ait envoyé. Le scénario a été proposé a de nombreux réalisateurs que Rafn a rencontré. Toujours selon la scénariste, MacCormick était son favori et elle fut « très enchantée » quand le script lui a été attribué.